# Hibiscus watsonii
Hibiscus watsonii är en malvaväxtart som beskrevs av W. W. Smith. Hibiscus watsonii ingår i Hibiskussläktet som ingår i familjen malvaväxter. Inga underarter finns listade i Catalogue of Life.